# Волисос
Волисо̀с (на гръцки: Βολισσός) е село в северозападната част на остров Хиос. До 2011 година е административен център на дем Амани в ном Хиос. Населението му е 223 души (по данни от 2011 г.).